# N7 (Guinea)
Die N7 ist eine Fernstraße in Guinea, die in Kankan an der Ausfahrt der N1 beginnt und an der Grenze nach Mali endet. Dort geht sie in die RN5 über. Sie ist 156 Kilometer lang.